# 生物分子

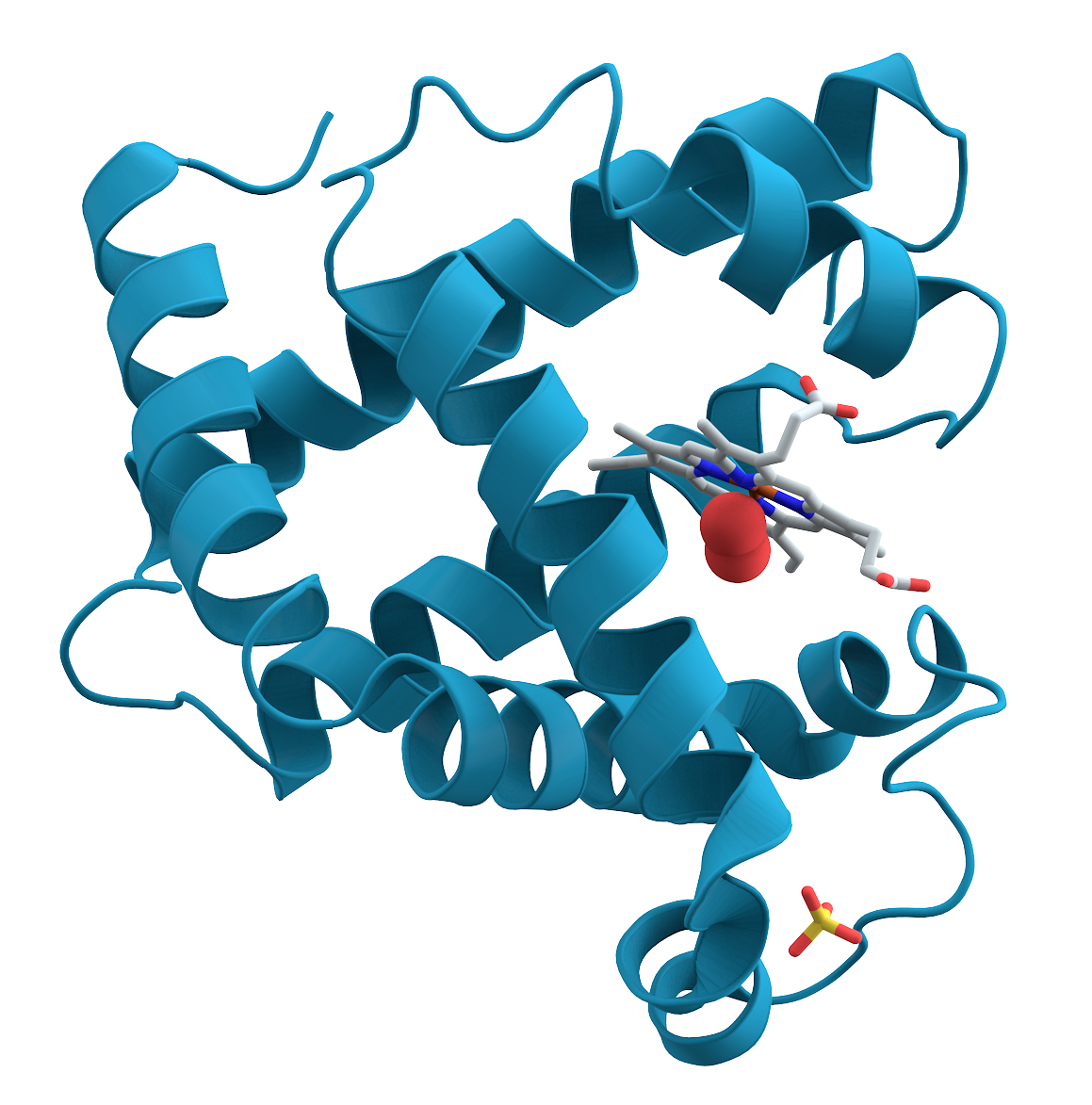
肌红蛋白的3D結構。

生物分子（biomolecule，biological molecule）是自然存在於生物體中的分子的總稱，包括大分子（例如蛋白質，碳水化合物，脂質和核酸）以及小分子（例如代謝產物，次級代謝物和天然產物）。
大多數生物分子都为有機化合物，含有碳和氫，多数含氮、氧、磷和硫，偶爾也有其他元素出現，但較少見，參見生物無機化學。

## 生物分子的类型
存在多种生物分子，包括：
- 小分子：
  - 脂質、磷脂質、醣類、固醇、單醣
  - 維生素
  - 激素、神经递质
  - 代謝產物

- 单体，低聚物，和聚合物：

| 生物单体 | 生物低聚物 | 生物聚合物                                                                     | 聚合过程 | 单体之间的共价键名称 |
| -------- | ---------- | ------------------------------------------------------------------------------ | -------- | -------------------- |
| 氨基酸   | 寡肽       | 肽, 蛋白质 (血红蛋白...)                                                       | 缩聚反应 | 肽键                 |
| 單醣     | 寡醣       | 多糖 (纤维素...)                                                               | 缩聚反应 | 糖苷键               |
| 異戊二烯 | 萜烯       | 多萜烯: 顺式-1,4-聚异戊二烯天然橡胶，和反式-1,4-聚异戊二烯戊糖（gutta-percha） | 加成聚合 |                      |
| 核苷酸   | 寡核苷酸   | 多核苷酸, 核酸（DNA、RNA）                                                     |          | 磷酸二酯鍵           |

## 核苷和核苷酸
核苷是通过将核碱基连接到核糖或脱氧核糖环而形成的分子。 这些的实例包括胞苷（C），尿苷（U），腺苷（A），鸟苷（G），胸苷（T），和肌苷（I）。
核苷可以被细胞中的特定激酶磷酸化，产生核苷酸。 DNA和RNA都是聚合物，由长链线性分子组成，所述长分子线性分子由来自单核苷酸的重复结构单元或单体的聚合酶组装。DNA使用脱氧核苷酸C，G，A和T，而RNA使用核糖核苷酸（在戊糖环上具有额外的羟基（OH）基团）C，G，A和U。修饰的碱基是相当常见的（例如在基环上具有甲基基团)， 如在核糖体RNA或转移RNA中发现的那样，或用于在复制后区分新DNA和旧链DNA。

### DNA和RNA结构

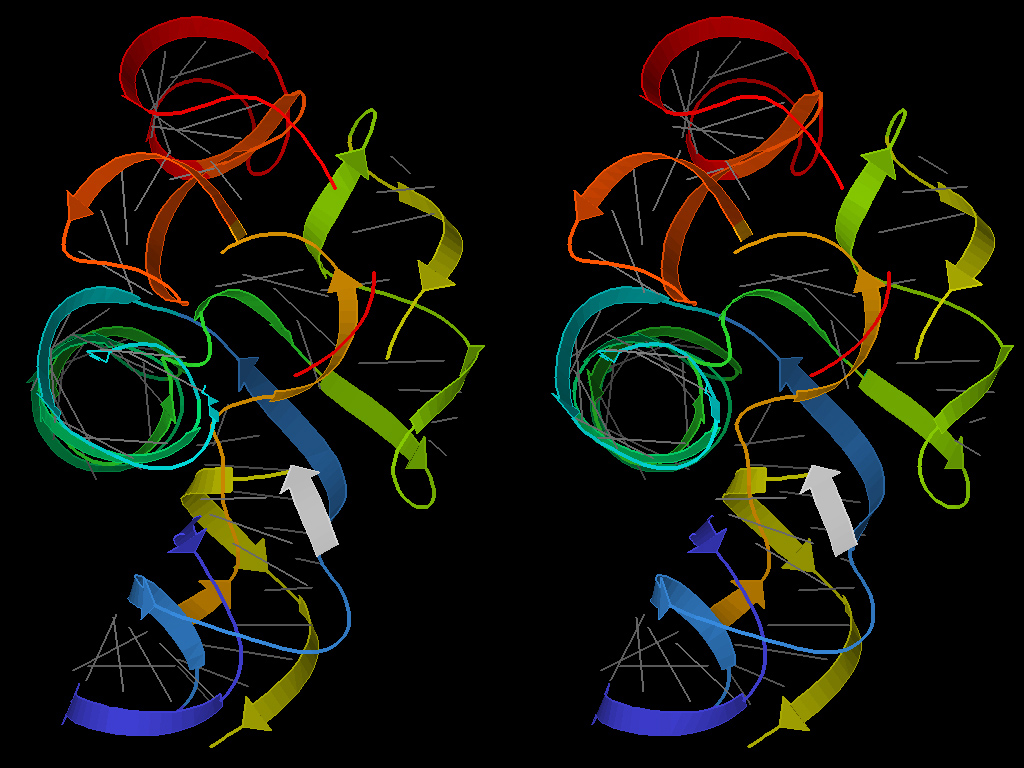
Stereo 3D image of a group I intron ribozyme (PDB file 1Y0Q); gray lines show base pairs; ribbon arrows show double-helix regions, blue to red from 5' to 3' end; white ribbon is an RNA product.

脱氧核糖核酸(DNA)結構由眾所周知的雙螺旋支配，由華森-克里克(Watson-Crick)碱基对C與G和A與T形成。這被稱為B型DNA，并且絕大多數是最有利和最常見的DNA狀態; 其高度特异性和穩定的碱基对是可靠的傳遞信息儲存的基礎。DNA有時可以作為單鏈（通常需要通过单链結合蛋白穩定）或作为A-DNA型或Z-DNA型螺旋来發生，偶爾也會出現在更複雜的3D結構中，例如DNA複製期間霍利迪交叉(Holliday junctions)連接處的交叉。

## 糖类
单糖是最简单的糖类形式，只有一种简单的糖。 它们的结构中基本上含有醛或酮基团。单糖的实例是己糖，葡萄糖，果糖，丙醣，丁糖，庚糖，半乳糖，戊糖，核糖，和脱氧核糖。 消耗的果糖和葡萄糖具有不同的胃排空率，差异吸收并具有不同的代谢命运，为2种不同的糖类提供了多种机会来差异地影响食物摄入。大多数糖类最终为细胞呼吸提供燃料。
双糖是被两种单糖或两种单一的单糖通过除去水形成键时形成的。 它们可以通过用稀酸煮沸或与适当的酶反应而水解得到它们的糖精结构单元。双糖的实例包括蔗糖，麦芽糖，和乳糖。
多糖是聚合的单糖或复合碳水化合物。 它们有多种单糖。 实例是淀粉，纤维素和糖原。 它们通常很大并且通常具有复杂的分支连接。 由于它们的尺寸较大，多糖不是水溶性的，但是它们的许多羟基在暴露于水时会单独水合，而一些多糖在水中加热时会形成厚的胶体分散体。[4]较短的多糖，含有3-10个单体，被称为寡醣(低聚糖)。 一种荧光指示剂 - 位移分子印迹传感器已经被开发用于区分糖类。 它成功地区分了三个品牌的橙汁饮料。 所得传感膜的荧光强度的变化与糖浓度直接相关。

## 木质素
木质素是一种复杂的多酚大分子，主要由β-O4-芳基键组成。 在纤维素之后，木质素是第二丰富的生物聚合物，并且是大多数植物的主要结构组分之一。 它含有衍生自对香豆醇(p-Coumaryl alcohol)，松柏醇和芥子醇的亚基，在生物分子中是不寻常的，因为它是外消旋混合物。 缺乏光学活性是由于木质素的聚合，其通过自由基偶联反应发生，其中在手性中心不优选任一构型。

## 脂类
脂类（油脂）主要是脂肪酸酯，并且是生物膜的基本构件。 另一种生物学作用是能量储存（例如，三酸甘油酯）。 大多数脂质由极性或亲水性头部（通常为甘油）和一至三个非极性或疏水性脂肪酸尾部组成，因此它们是两亲性的。 脂肪酸由未支化的碳原子链组成，其通过仅有单键（饱和脂肪酸）或通过既有单键又有双键（不饱和脂肪酸）连接。 链通常是14-24个碳基团，但它总是偶数。
对于存在于生物膜中的脂质，亲水性头部是来自以下三类中的一种：
- 糖脂，其头部含有1-15个糖残基的寡糖。
- 磷脂，其头部含有带正电荷的基团，通过带负电的磷酸基团与尾部连接。
- 甾醇，其头部含有平面类固醇环，例如胆固醇。

其他脂质包括前列腺素和白三烯，它们都是由花生四烯酸合成的20-碳脂肪酰基单元。 它们也被称为脂肪酸。

## 氨基酸
氨基酸既含有胺又含有羧酸官能团。 （在生物化学中，术语氨基酸被使用于当提及氨基酸和羧酸盐官能团与相同碳连接的那些氨基酸时，加上实际上不是氨基酸的脯氨酸）。
有时在蛋白质中观察到修饰的氨基酸;这通常是翻译后酶促修饰（蛋白质合成）的结果。例如，激酶对丝氨酸的磷酸化和磷酸酶的去磷酸化是细胞周期中的重要控制机制。在某些生物体中，已知只有两种不同于标准二十种的氨基酸在翻译过程中被掺入蛋白质中：
- 硒半胱氨酸在UGA密码子中掺入一些蛋白质中，该密码子通常是终止密码子。
- 吡咯赖氨酸以UAG密码子掺入一些蛋白质中。例如，在用于产生甲烷的酶中的一些产甲烷菌中。

除了用于蛋白质合成的那些之外，其他生物学上重要的氨基酸包括肉毒碱（用于细胞内的脂类转运），鸟氨酸，GABA，和牛磺酸。

### 蛋白质结构
形成蛋白质的特定系列氨基酸被称为蛋白質一級結構(Protein primary structure)。 该序列由个体的遗传构成决定。 它规定了沿线性多肽“骨架”的侧链基团的顺序。
蛋白具有两种类型的由沿着主链氢键的特定模式定义的局部结构的良好分类，频繁出现的元素组成：α螺旋和β折叠。 它们的数量和排列称为蛋白质二级结构(Protein secondary structure)。